# Ваянг вонг
ваянг вонг (индон.  wayang wong ) (wong  яв. человек) - театр живого актёра в легком гриме, сохраняющий основные каноны театра кукол. 

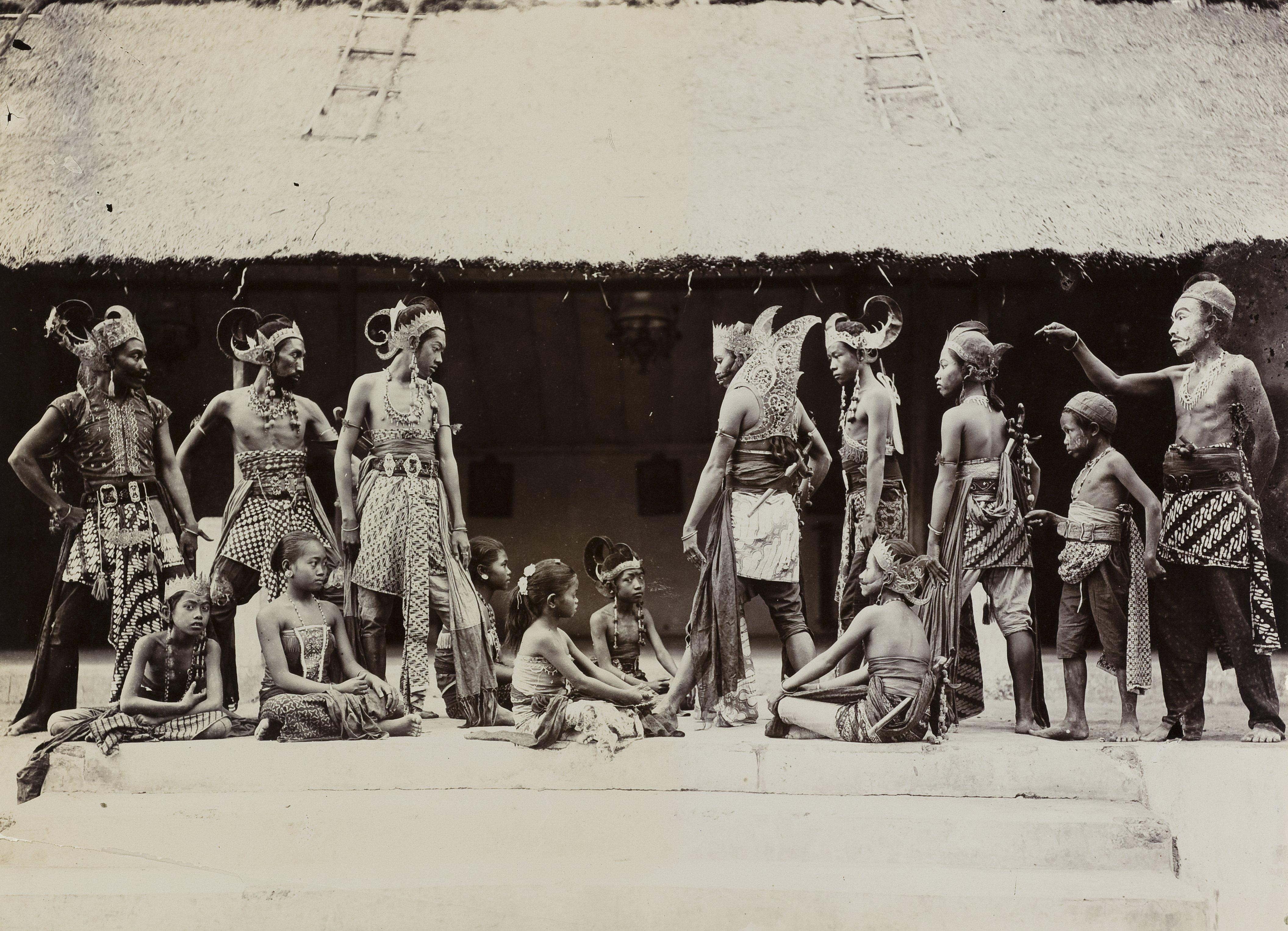
Представление ваянг вонг в Джокьякарте, конец 19 в.

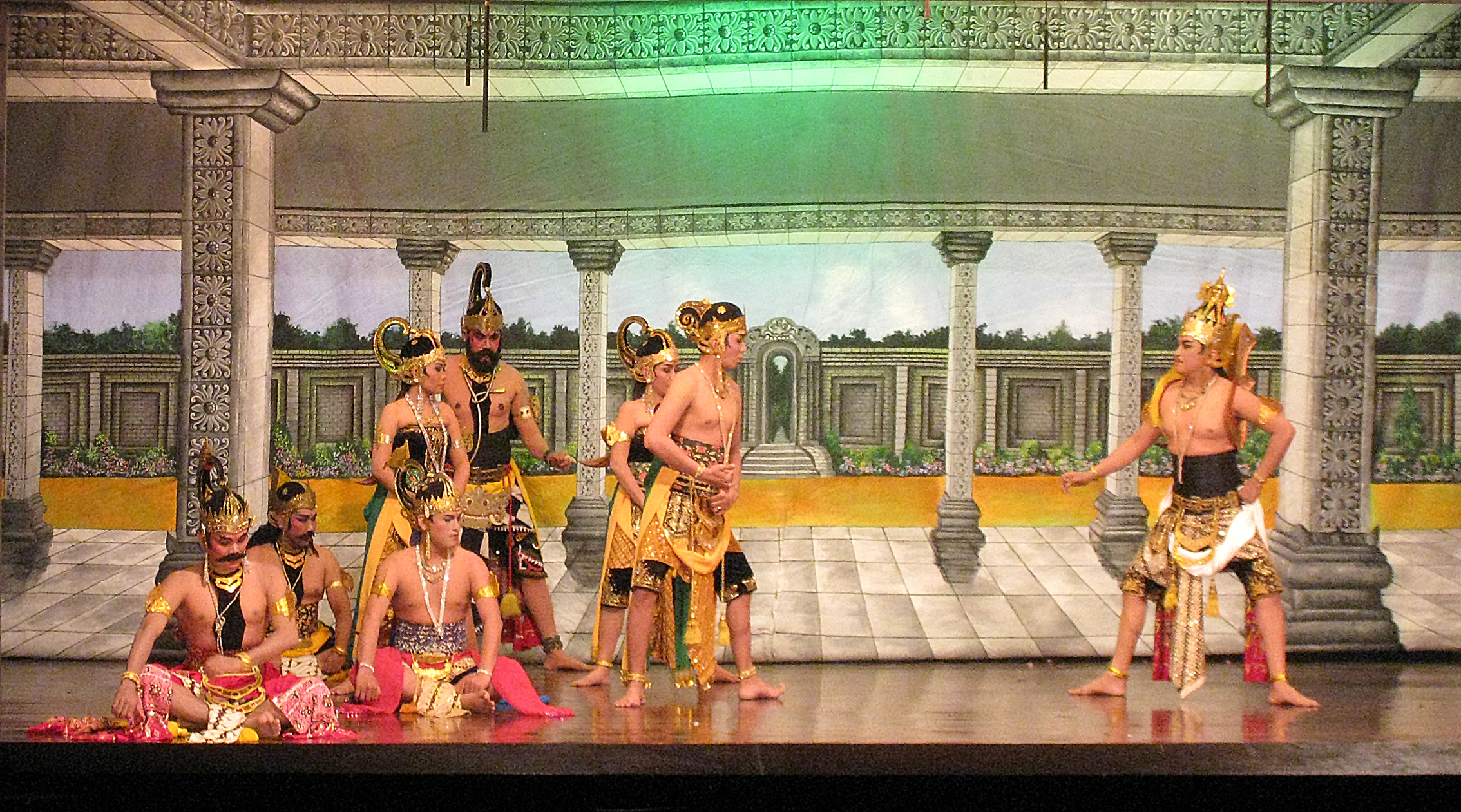
Представление ваянг вонг в театре «Бхарата», Джакарта, 2010 г.

Возник в 18 в. при дворе правителей Центральной Явы. Основные сюжеты из сцен эпосов «Рамаяна» и «Махабхарата».  Тесно связан с яванской культурой и первоначально был придворным искусством (кратоны Джокьякарты, Суракарты, Пакуаламана, Мангкунегарана). Сохраняется стиль  ваянг кулит, но роль кожаных кукол исполняют люди .
Роли благородных героев (алус) исполняют женщины, а грубых, не обязательно отрицательных (гагах) - мужчины.
В конце 19 - начале 20 в. популярной была труппа “Сривидари” в Суракарте китайского антрепренёра Ган Кима, которая стала выступать в крытом помещении со сценой и декорациями. В настоящее время имеется  около 20 аналогичных трупп в других городах Явы. Особенно популярны представления на открытой сцене у храмового комплекса «Прамбанан», концертном зале «Пурависата» в Джокьякарте, в парке «Сриведари» в Суракарте и в зале «Нгести Пандава» в Семаранге.